# Mort

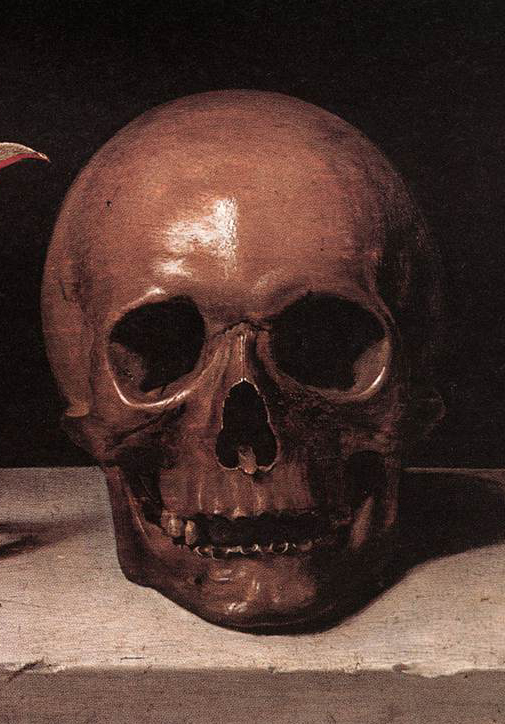
La cara simbòlica de la mort, detall d'una pintura de Philippe de Champaigne.

La mort és la fi permanent de les funcions biològiques que defineixen un ésser viu. Es refereix tant a la terminació en si com a l'estat posterior de l'antic organisme. L'autèntica naturalesa del que ve després de la mort ha estat des de fa mil·lennis una preocupació central de les tradicions religioses i filosòfiques d'arreu del món. Moltes religions tenen fe o bé en una mena de més enllà o bé en la reencarnació. Per molts, l'efecte de la mort física sobre qualsevol possible ment o ànima roman una pregunta oberta. Per la ciència contemporània, la mort d'un organisme és final.
Gairebé sense cap excepció (vegeu Turritopsis nutricula), els animals moren eventualment d'envelliment. Alguns fenòmens intervinents que habitualment causen una mort prematura inclouen la malnutrició, la predació, la malaltia, els accidents que provoquen traumatismes terminals o, en circumstàncies extremes, una greu pertorbació d'un ecosistema. Les activitats humanes voluntàries que provoquen la mort inclouen el suïcidi, l'homicidi i la guerra. Cada dia moren aproximadament 150.000 persones arreu del món. La mort al món natural també es pot produir com a resultat indirecte de l'activitat humana: una causa creixent de depleció d'espècies en temps recents ha estat la destrucció de sistemes ecològics a conseqüència de l'expansió de la tecnologia industrial.
L'objectiu principal de la ciència mèdica ha estat posposar i evitar la mort. En aquest context, la mort és vista més com un procés que un esdeveniment; condicions que antigament eren considerades indicadores de mort són actualment reversibles. Quan es traça una línia divisora entre la vida i la mort, cal tenir en compte altres factors a part de la presència o absència de signes vitals. En general, la mort clínica no és ni necessària ni suficient per determinar la mort legal. Un pacient amb un cor i pulmons funcionals que hagi patit mort cerebral es pot declarar legalment mort sense que es produeixi la mort clínica. En altres paraules, la definició mèdica precisa de la mort esdevé més problemàtica, paradoxalment, a mesura que avancen els coneixements científics i la tecnologia.

## Tipus de mort humana
Hi ha diferents tipus de mort:
- Les morts no intencionades
  - La mort natural, produïda per una patologia determinada que acaba amb la vida de l'ésser humà
  - La mort accidental, a conseqüència de l'acció d'un agent extern de forma involuntària o atzarosa
- Les morts intencionades
  - La mort per culpa d'altri o homicidi, que inclou les guerres i la pena de mort (per a algunes persones també l'avortament i l'eutanàsia, tot i que aquesta inclusió és força polèmica)
    - assassinat
    - parricidi
    - genocidi i etnocidi
    - feminicidi
    - fratricidi
    - infanticidi
    - magnicidi

  - La mort provocada per un mateix (suïcidi), que pot ser ritual (sacrifici) o no

## Causes de mort
Les 10 principals causes de mort segons l'OMS són:
- cardiopatia isquèmica
- ictus
- malaltia pulmonar obstructiva crònica
- infeccions del tracte respiratori inferior (pneumònia, grip, etc.)
- càncer de pulmó
- sida
- trastorns diarreics
- diabetis
- accidents de circulació
- cardiopatia hipertensiva

Agrupant, les malalties no transmissibles van ser responsables de 68% de totes les morts al món el 2012, venint d'un 60% el 2000. Les 4 principals malalties no transmissibles són les malalties cardiovasculars, el càncer, la diabetis i les malalties pulmonars cròniques. Les malalties transmissibles, condicions maternes, neonatals i de nutrició eren conjuntament responsables del 23% de les morts a nivell mundial, i les lesions causades 9% de totes les morts.
Aquestes causes difereixen segons es tracti d'un país desenvolupat o un país del Tercer Món. En el primer cas, els motius més freqüents de mort són els cardiovasculars, el càncer de pulmó i altres problemes respiratoris, els accidents de trànsit, el càncer d'estómac, problemes de tensió, tuberculosi i suïcidis, en aquest ordre. En canvi, als països subdesenvolupats la primera causa de mort són les infeccions respiratòries, les diarrees, les cardiovasculars, la malària i la sida.
A Catalunya, les tres principals causes de mort són per ordre decreixent:
- En dones: Malalties de l'aparell circulatori, tumors i malalties del sistema nerviós.
- En homes: Tumors, malalties de l'aparell circulatori i malalties de l'aparell respiratori.

A Espanya, segons un estudi de l'Institut Nacional d'Estadística, les causes de mort més freqüents són similars a les de Catalunya.

## La mort clínica

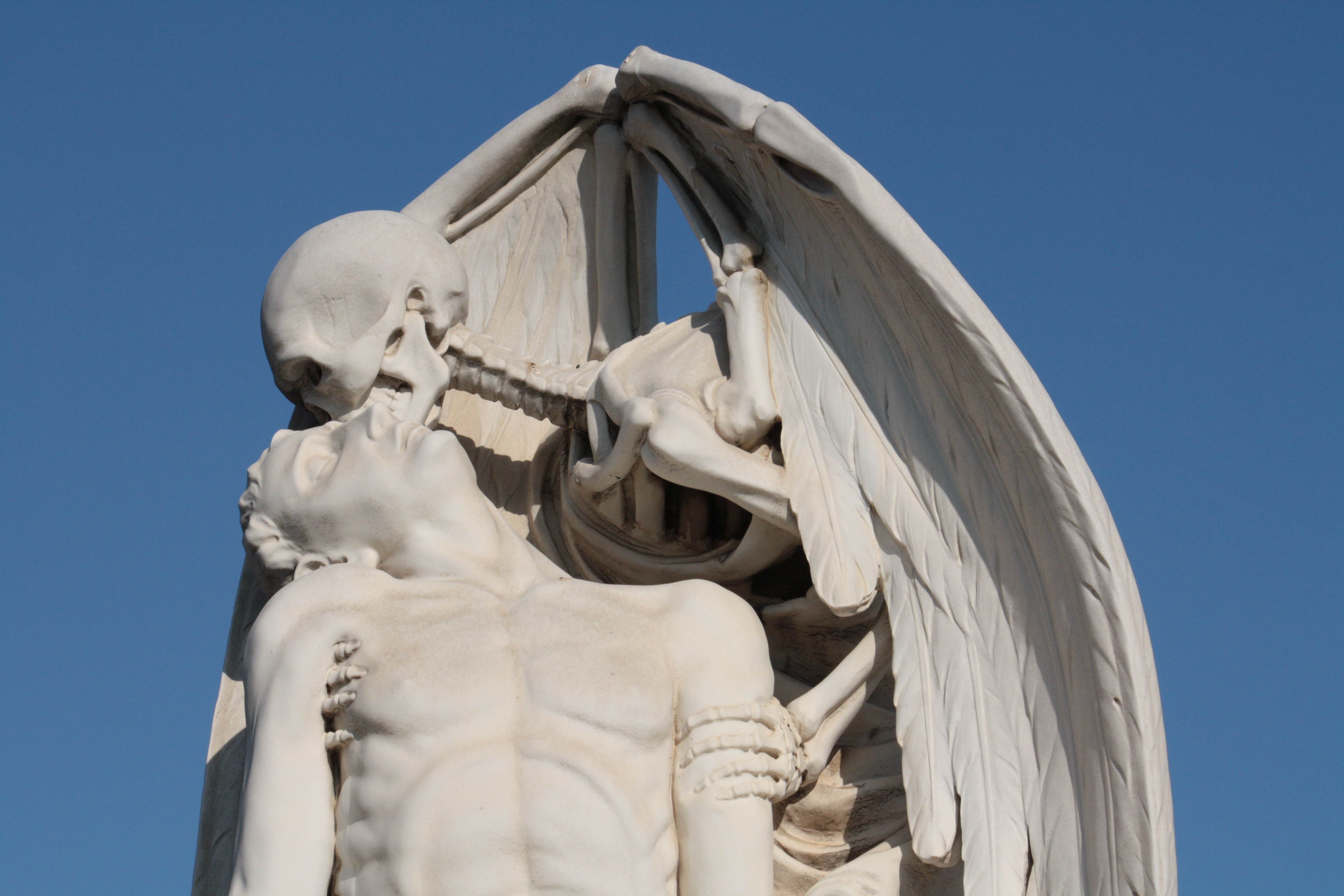
El Bes de la Mort 3

Els criteris de mort clínica han canviat amb els temps, i especialment a partir del desenvolupament tecnològic de la medicina.
Avui dia és el metge qui diagnòstica la mort, però no sempre ha estat així. Determinar la mort ha estat un acte de gran transcendència per a qualsevol societat. El fet de designar un individu com cadàver té conseqüències immediates: com, per exemple, la inhumació o l'aplicació del que socialment es denominen els "ritus de la mort". Cada societat ha tingut els seus propis i cada societat ha interpretat a la seva manera el sentit de la mort i la manera de determinar-la, explicar-la i comprendre-la. Les pors pel que fa a la possibilitat d'un error en el diagnòstic de mort i l'experiència que en alguns casos, especialment coincidint amb els enterraments massius de guerres i epidèmies, s'han produït enterraments amb vida, va conduir per pressió social a la implantació de lleis per als enterraments, als períodes d'espera abans de procedir a la inhumació i especialment a la necessitat d'una certificació mèdica de la mort.
Fins a finals del segle xviii i principis del XIX la figura del metge estava absent dels ritus de mort en les societats del món occidental. El metge acompanyava el pacient mentre "s'hi podia fer alguna cosa", però a partir d'aquest moment procedia al "desnonament" del pacient que quedava a la cura de familiars, i dels membres socials i religiosos especialment dedicats a les obligacions morals i als manaments d'"enterrar els morts".
El diagnòstic pròpiament dit de "mort clínica" basat en la intervenció d'un metge per emetre un certificat legal "per" poder enterrar no es va implantar fins a principis del segle xix, lligat al naixement dels criteris científics de la medicina moderna, i a raons de salubritat pública. La gestió de la mort humana va passar de ser un patrimoni de la religió i la filosofia a ser un problema de "diagnòstic clínic", i la "mort clínica" una qüestió sobre com actuar mèdicament davant l'evidència d'una pèrdua irreversible de les funcions i les estructures constitutives de l'organisme d'un vivent humà concret.
Les causes de la mort poden ser classificades d'una manera pràctica en dos grans grups: morts sobtades o inesperades, i morts terminals o esperables en el procés final de la vida. En les primeres és possible reconèixer un antecedent immediat que ha pogut danyar de manera molt important algun òrgan vital o essencial per a la vida (per exemple el cervell o el cor). En les segones hi ha l'antecedent de la "malaltia prèvia" amb una evolució de pronòstic dolent que fa esperable el seu desenllaç com a situació purament terminal.
La desestructuració de l'organisme i la mort cel·lular no ocorren en el mateix instant; el ritme d'instauració i progressió és diferent per a cada teixit i per a cada òrgan, i els anomenats "signes de mort" tendeixen a aparèixer en una successió temporal.
Existeixen en el moment actual dos criteris vàlids per arribar al diagnòstic clínic de mort, que són:
- Criteri cardiopulmonar: la comprovació del cessament irreversible de la funció cardiopulmonar (absència de batec cardíac i respiració).
- Criteri encefàlic: la comprovació del cessament irreversible de la funció de l'encèfal com un "tot" (no necessàriament de totes les neurones), fins i tot en presència d'un funcionament cardiovascular i ventilatori artificial.

És important aclarir que no hi ha dues classes de mort ni dues formes diferents de morir, sinó simplement dues maneres d'arribar al diagnòstic de la mort clínica i que això és només una conseqüència de la necessitat d'haver de prendre decisions ètiques davant la incertesa clínica de determinades situacions produïdes per la medicina tecnològica i els mitjans artificials de suport cardiopulmonar.

### La mort per parada cardíaca i respiratòria
L'absència de signes vitals i especialment el criteri de l'aturada cardiorespiratòria va ser la manera tradicional de fer el diagnòstic de mort en la medicina. La seva verificació era relativament fàcil, especialment quan la medicina científica va aportar procediments més exactes per registrar el batec cardíac i la respiració. La seva confirmació final també era fàcil, ja que n'hi havia prou amb esperar l'aparició de signes de putrefacció per tenir proves suficients que evitessin els diagnòstics precipitats o erronis de la mort.
Les maniobres de reanimació cardiopulmonar van suposar un gran impacte sobre les creences establertes de l'hora de la mort. En efecte, la possibilitat que una pèrdua de funcions vitals com la respiració i el batec cardíac fossin reversibles, i que determinades maniobres permetessin un "retorn a la vida", va plantejar una qüestió molt seriosa sobre els criteris reals d'una mort definitiva.
La parada irreversible de la funció cardíaca i respiratòria suposa la mort de l'organisme a conseqüència de l'anòxia dels òrgans i teixits corporals que en temps molt curt condueix a la mort de les cèl·lules, la destrucció per lisi dels òrgans i l'obertura al procés de desintegració o descomposició del cadàver. La pèrdua irreversible de les funcions anomenades "vitals" (batec cardíac i respiració) ha estat el criteri diagnòstic tradicional per certificar la "mort clínica" i l'actuació del metge tenia una justificació basada fonamentalment en motius medicolegals, i amb la finalitat darrera de poder enterrar, era un diagnòstic "per poder enterrar", i l'enterrament una necessitat social preceptiva per raons de salubritat pública.

### La mort encefàlica
Amb el desenvolupament tecnològic de la medicina i especialment amb la creació de les unitats de cures intensives es van obrir nous camins i maneres de realitzar els diagnòstics de la "mort clínica".
Quan els pacients ingressats a l'UVI en estat de coma i amb assistència ventilatòria no sortien d'aquesta situació clínica, es van començar a plantejar noves dificultats per diagnosticar la mort.
A partir de 1956 va començar a parlar de casos de coma irreversible i de les incerteses que sobre la manera correcta de procedir plantejaven. Així, per exemple: prendre decisions sobre si retirar o no l'assistència ventilatòria; reanimar o no les parades cardíaques; mantenir o limitar l'esforç terapèutic, iniciar o no tècniques extraordinàries com la diàlisi, etc. Però també una qüestió ètica fonamental de caràcter ontològic: si els pacients es mantenien en absència completa de funció neurològica, sense retirar la intubació, i mantenint el suport cardiocirculatori, s'estava mantenint una vida humana o practicant acarnissament terapèutic i futilitat sobre un cadàver? La necessitat de prendre decisions per afrontar aquests greus problemes va dur a la recerca d'un consens social en els camps de la medicina, la ciència, el dret i la religió.
El 1968, el Comitè de la Facultat de Medicina de Harvard constituït per deu metges, un advocat, un teòleg i un historiador formula el primer criteri per determinar la mort basat en un total i permanent dany encefàlic, encunyant-se el concepte de "mort cerebral" o encefàlica.
Des de llavors han aparegut nombroses revisions sobre "mort encefàlica" que han consolidat l'ús del terme i en especial la Comissió del President dels Estats Units que el 1981 va establir l'"Estatut de mort" en els termes següents: «Un individu en el qual es manté un cessament irreversible de totes les funcions de l'encèfal, incloent la tija cerebral, és mort". A partir d'aquest moment la definició de la mort clínica com "el cessament permanent de totes les funcions vitals" quedaria circumscrita i acceptada mèdicament al "cessament permanent de la funció de l'organisme com un tot" i tenint en compte que el "encèfal com un tot" és el responsable de la funció de l'organisme com un tot, la mort encefàlica és equivalent a mort clínica.
Notes:
1. ↑   En català és més adient parlar de mort encefàlica, ja que el terme cervell fa referència a la porció encefàlic constituïda pels hemisferis cerebrals[10]

## Predicció de la mort
La prova avaluable d'asseure's a terra i alçar-se sense haver d'utilitzar les extremitats com a suport (la prova d'asseure's i alçar-se) ha sigut considerada un mètode efectiu, fiable, de predicció de la mort per a persones entre 51 i 80 anys. La fiabilitat del mètode es basa en uns resultats de 2002 persones subjectes de l'experiment.
Altres mètodes de predicció relativa de la mort són les proves autoavaluatives de salut general. Les puntuacions baixes (de pitjor salut) tenen correlació amb una major probabilitat de mort anterior a les persones amb puntuacions altes.

## La mort com a qüestió filosòfica
Molts filòsofs han considerat la mort com a negació de la vida que engendra angoixa i temor. D'aquí que, com es mostra ja en les restes paleoantropològiques, des dels inicis l'espècie humana hagi elaborat complexes creences i mites religiosos relatius a la mort. A més a més, en quant que l'home és plenament conscient de la inevitabilitat de la mort es considera que la mort forma part del sentit general d'existència humana, i apareix com el seu horitzó inevitable. Per això, alguns filòsofs com Plató, Ciceró, Montaigne o Schopenhauer, consideren la filosofia com una preparació per a la mort o, almenys, com una meditació de la mort. També des del punt de vista de la consideració de la mort en connexió amb el sentit de la vida, Goethe la considerava com una conseqüència directa de la procreació.
Des de les posicions existencialistes s'ha posat èmfasi en l'absurd de la vida que ha d'acabar necessàriament en la mort. Això està en la base de l'angoixa existencial, que s'accentua en considerar que la mort no només és un fet, sinó un procés: des que naixem estem condemnats a morir (l'home és un «ser per a la mort» segons Heidegger). D'altra banda, i des de la perspectiva existencialista, Sartre proclama el caràcter absurd tant de la mort com del suïcidi. Però mentre Heidegger fa coincidir mort i finitud, Sartre conclou que la mort no és la meva possibilitat pròpia, sinó un fet contingent que pertany a la facticitat, i ha de separar-se mort i finitud.
Aquest corrent de pensament ha destacat la impossibilitat de «viure» la pròpia mort, tema sobre el qual també s'havien destacat les opinions dels epicuris («quan la mort és, nosaltres no som: quan nosaltres som, la mort no és»), de Kant (que en la seva Antropologia assenyalava també amb plena claredat la impossibilitat de concebre la pròpia mort), l'opinió de Freud i la de Wittgenstein («la mort no és un esdeveniment de la vida, no es viu la mort»).
Per la seva banda, la psicoanàlisi considera que, a més de la pulsió de vida (Eros), la pulsió de mort (Thanatos) -que es manifesta pel caràcter repetitiu dels instints- és un element bàsic de l'estructura de la psique humana, i el conflicte entre aquests dos principis és un element constitutiu de la civilització.
La impossibilitat de «viure» la pròpia mort està en la base de la creença en el dualisme psicofísic i en la base de les creences religioses que afirmen la immortalitat de l'ànima. Aquestes creences, basades en el dualisme psicofísic, adopten històricament diverses formes. En primer lloc, apareixen les creences basades en la concepció d'una «caiguda» o pecat original. Segons aquestes doctrines, que exemplifiquen el cristianisme i l'orfisme (desenvolupat pels pitagòrics i que inspira a Plató), la mort ha d'entendre's com l'alliberament de l'ànima de la presó corporal. En canvi, l'hilemorfisme aristotèlic, que concep l'ànima com a forma de l'home la matèria del qual és el cos, implica que l'ànima no pot subsistir independentment del cos i, per tant, no pot ser immortal. Concepció també defensada pels averroistes. Tomàs d'Aquino interpreta la teoria aristotèlica des del cristianisme: ja que el cristianisme sosté la immortalitat de l'ànima, però aquesta, en quant que forma del cos, no pot subsistir independentment, es veurà obligat no sols a afirmar la resurrecció de l'ànima, sinó també la de la carn.
Les doctrines dualistes i religioses, més que assumir la mort com a negació radical de la vida, el que fan és negar-la, convertint-la en merament corporal i declarant-la només un «trànsit» cap a una altra forma de vida. És a dir, en comptes de tractar de la mort tracten de teoritzar la resurrecció. Al seu torn, la resurrecció també ha estat entesa històricament de diverses maneres. Així, algunes creences sostenen les reencarnacions successives, la transmigració de les ànimes o metempsicosi. Generalment, aquestes creences són solidàries d'una concepció cíclica del temps. Altres doctrines, en canvi, vinculades a una concepció lineal del temps, com la cristiana, per exemple, sostenen una única resurrecció.
En canvi, des de la perspectiva d'un monisme psicofísic, la noció de la mort és concebuda de manera molt distinta. Així, des del punt de vista de Hegel (que sosté un monisme psicofísic de tipus idealista), la mort és la negació de la no adequació entre allò universal i el singular (entre espècie i individu, per exemple), de manera que el singular es dissol en allò universal. D'altra banda, des de posicions monistes materialistes, la mort és concebuda com a desorganització, és a dir, com a disgregació de l'organisme, de forma que es nega tota immortalitat. Tal és, per exemple, la posició defensada per Feuerbach, qui rebutja tota immortalitat personal.

## La mort en el dret

### Dret civil
En dret es defineix la mort com :≪Fi de la vida que determina l'extinció de la personalitat civil≫ i, en conseqüència, és motiu d'extinció de la capacitat jurídica (definida com l'aptitud per a ser titular de drets i obligacions) de les persones físiques. La mort determina la dissolució del matrimoni, extingeix la pàtria potestat, extingeix les relacions contractuals personalíssimes (com el dret d'usdefruit i el d'ús i el d'habitació) i determina l'obertura de la successió.
Les morts són registrades als arxius judicials (Registre Civil) amb la certificació prèvia del metge. En el cas de persones desaparegudes, de les quals no s'ha pogut comprovar la mort, es pot inscriure la declaració de mort amb una decisió judicial, passat un temps prudencial de la desaparició.

### Dret penal
Quan la mort ha estat violenta o de natura sospitosa es practica una investigació d'aquesta.
Des del punt de vista del dret penal la mort rellevant és la mort dolosa o imprudent. La mort que ha estat ocasionada per un cas fortuït o de força major no és rellevant penalment perquè no es pot imputar a cap persona. Els Codis penals recullen un seguit de delictes contra la vida humana independent. Normalment les diferents tipologies de delicte de mort prenen com a base els conceptes d'Homicidi.
L'homicidi es defineix com la «mort causada a una persona per una altra». D'aquest es deriven els altres delictes. El bé jurídic protegit del delicte d'homicidi és la vida. En l'ordenament jurídic espanyol el dret penal protegeix la vida d'una forma absoluta: Ni tan sols el titular de la mateixa té dret sobre ella, solament disposa d'ella. El Codi Penal també castiga la inducció i l'ajuda o col·laboració. En aquest cas s'incorrerà en un delicte d'ajuda a l'homicidi.
El problema que es planteja amb la vida és què s'entén, jurídicament, per aquest concepte “vida”. La vida és protegida des del moment del naixement fins a la mort de la persona. El problema en dret penal és determinar en quin moment comença, o es deixa, de protegir la vida. Els debats vers l'avortament, l'eutanàsia i la cooperació al suïcidi són ben vius en la societat.

## La mort a la cultura
Tradicionalment la mort s'ha presentat com una de les principals fonts de la por i per això diverses religions se centren a explicar que la mort no acaba realment la vida, sigui perquè creuen en la resurrecció futura, en alguna reencarnació de l'ànima o perquè l'esperit de la persona passa a un altre món (escatologia). Com a essència del desconegut, diverses cultures han intentat personificar-la amb símbols, entre els quals destaquen:
- Un esquelet amb una enorme eina (normalment una dalla) per tallar la vida (usual al tarot)
- Les parques a la mitologia clàssica
- Azrael, l'àngel de la mort per al cristianisme i l'islam
- Un déu de la mort en diverses mitologies
- Una ombra negra o un esperit que s'acosta de nit
- El dimoni
- Una cara amb creus als ulls, o la creu senzillament (d'ús comú als arbres genealògics i esqueles)
- A vegades pot adquirir l'aparença d'un monstre

Diversos mites i llegendes giren al voltant de criatures que superen la mort (o que es queden en un estat intermedi entre la vida i la mort), com per exemple els zombis, vampirs i les ànimes errants, entre d'altres. Igualment diversos encanteris i elixirs prometien la immortalitat o l'eterna joventut. També hi ha nombrosos mites sobre què fer amb el cadàver, els ritus funeraris i el dol dels supervivents. Actualment la majoria de cultures opta per enterrar els cossos (en els cementiris) o cremar-los.
La fascinació per la mort és l'essència de moviments culturals com el dark, el gòtic o el decadentisme.

### Rituals funeraris
Els rituals funeraris es conceben com pràctiques socioculturals específiques de l'espècie humana, relatives a la mort d'algú i a les activitats funeràries que se'n deriven com ara vetlles, pregàries, enterraments, cremacions, momificacions, edificació de monuments i sacrificis humans entre altres i sigui quina sigui l'opció funerària que es practiqui, estan caracteritzats per un elaborat codi simbòlic sobre la base del qual es construeix la realitat social.
A través de les sepultures el món dels morts és present en la memòria col·lectiva dels pobles. Tanmateix, hem de ser conscients que els monuments funeraris no existeixen en totes les societats, però tot i així, allà on hi són es converteixen en un important referent cultural. Les tombes que s'han mantingut intactes durant segles són fonts imprescindibles per a la construcció de la nostre història. La posició del mort i l'aixovar que l'envolta també expliquen històries de la vida dels nostres avantpassats.
La majoria d'animals només presenten un interès casual en els morts de les seves pròpies espècies. L'enterrament ritual doncs representa un avenç significatiu en el comportament humà. Els enterraments rituals representen una consciència de vida i mort i una possible creença en el més enllà. Philip Lieberman afirma que " els enterraments amb aixovars clarament signifiquen pràctiques religioses i la preocupació pels morts que transcendeixen la vida quotidiana."
Tot i que disputat, les proves suggereixen que els neandertals van ser els primers homínids a enterrar intencionadament els morts, fent-ho en tombes superficials juntament amb eines de pedra i ossos d'animals. La presència d'aquests aixovars poden indicar una connexió emocional amb els difunts i possiblement una creença en el més enllà. Els jaciments d'enterraments neandertals inclouen Shanidar a l'Iraq, la cova de Kebara a Israel i Krapina a Croàcia (130.000 bp). Alguns estudiosos, tot i això argumenten que aquests cossos poden haver estat dipositats per raons seculars.
D'acord amb les troballes d'ossos de 32 espècimens d'Homo heidelbergensis en una fossa d'Atapuerca els humans podrien haver començat a enterrar els seus morts molt abans durant el Paleolític inferior tardà (300.000 bp). Però aquesta teoria és amplament qüestionada en la comunitat científica. Marques de tall en ossos de neandertals de diversos jaciments com Combe-Grenal i Abri Moula a França poden implicar que els neandertals com algunes cultures humanes contemporànies poden haver practicat el ritual d'excarnació.
El primer enterrament humà no disputat data de fa 90.000 anys: es tracta de les restes esquelètiques humanes del doble enterrament d'una mare i el seu fill tacades d'ocre a la cova Skhul de Qafzeh, Israel. Una varietat d'aixovars estaven presents a l'emplaçament, incloent-hi la mandíbula d'un porc senglar salvatge als braços d'un dels esquelets.

### Edat mitjana
Durant l'edat mitjana, quan un noble veia propera la mort, convocava als seus homes i al fill gran, i començava tot un desplegament de rituals per deixar-ho tot ben lligat. S'escollia el successor i es repartia l'herència. L'hereu natural era el fill gran, responsable d'administrar els béns de la seva mare, a qui no es deixa res. A la resta de fills que no havien fet carrera eclesiàstica se'ls donaven terres, patrimoni o r endes. Les noies casades ja havien rebut el dot, i les que eren donzelles, heretaven una renda i/o diners per atraure pretendents.
Després de la mort, tres cavallers feien torns per vetllar-lo durant tota la nit. La família, inclosos els nens, havien d'estar presents en el moment de la mort. Una mort esperada i sense dramatisme, que donava pas a la sepultura i a un gran banquet.
Per a tots els estaments socials, la mort era un acte públic. Basant-se en la riquesa i estatus del mort, el dol i l'enterrament oscil·lava entre l'ostentació i la modèstia. Per a la pagesia, no deixar testament significava que el senyor confiscaria un terç dels seus béns.

### Roma
Els escriptors romans han deixat prou relats i descripcions perquè sigui possible reconstruir amb força exactitud el ritual romà relacionat amb la mort i conèixer les seves cerimònies i la seva forta càrrega simbòlica. Els romans creien que, després de mort, el difunt continuava vivint, per la qual cosa el culte que es donava als morts era una necessitat que es transmetia de pares a fills. La presència en els ritus funeraris de cerimònies de purificació que incloïen banquets fúnebres posteriors a la mort -l´immediat silicernium o la cena novendialis, al novè dia de la mort-, juntament amb els àpats i les cerimònies en ocasió de les festes anuals de les Parentalia (13-21 de febrer) i les Lemúria (maig), justificaven la necessitat d'edificis sepulcrals i motivaven l'agrupació dels menys afavorits en associacions funeràries que els garantissin els ritus socials que havien d'acompanyar la seva mort.
No es coneix fins a quin punt van continuar aquests costums en la societat tardoantiga, però resulta evident que els àpats van existir igualment en els cementiris cristians, com ho demostra la presència a la Necròpolis de Tarragona d'enterraments coberts en forma de mensae i triclinia, que fan referència a una mateixa idea: el banquet funerari. Els rituals són, també, molt semblants. Destaca el comiat dels germans en el moment d'entrar en agonia, l'intercanvi de l'òscul de la pau, el rentat i abillament del difunt, la processó fins a les portes de l'església amb les lamentacions, les pregàries, el trasllat del cos fins a la sepultura i la inhumació, amb la innovació d'introduir símbols cristians en sepulcres i làpides.